# Abbottstown
Abbottstown é um distrito localizado no estado norte-americano de Pensilvânia, no Condado de Adams.

## Demografia
Segundo o censo norte-americano de 2000, a sua população era de 905 habitantes. Em 2006, foi estimada uma população de 943, um aumento de 38 (4.2%).

## Geografia
De acordo com o United States Census Bureau tem uma área de 
1,5 km², dos quais 1,5 km² cobertos por terra e 0,0 km² cobertos por água. Abbottstown localiza-se a aproximadamente 165 m acima do nível do mar.

## Localidades na vizinhança
O diagrama seguinte representa as localidades num raio de 12 km ao redor de Abbottstown. 